# Trichoniscoides meridionalis
Trichoniscoides meridionalis är en kräftdjursart som beskrevs av Albert Vandel 1945. Trichoniscoides meridionalis ingår i släktet Trichoniscoides och familjen Trichoniscidae. Inga underarter finns listade i Catalogue of Life.